# Haruka Fukuhara
Haruka Fukuhara (福原 遥 Fukuhara Haruka?, n. 28 de agosto de 1998) es una actriz, cantante y modelo japonesa.

## Carrera
Comenzó su carrera como actriz infantil cuando estaba cursando el primer grado de la escuela primaria.
Desde 2009, interpreta el papel principal de Main Hiiragi en Cookin' Idol I! My! Mine!, una parte de anime, parte de un programa de acción en vivo en NHK.
En 2012, ganó el gran premio en la vigésima audición para la revista de moda adolescente Pichi Lemon, en el que participaron 9,000 personas. Desde entonces, ella ha trabajado como modelo para la revista.
Su quinto sencillo "Nameko no Uta" (なめこのうた?  "Nameko Song"), fue lanzado el 13 de febrero de 2013. El 7 de febrero el video musical de la canción principal alcanzó las 6,8 millones de vistas en YouTube. El video está versionado de forma animada. Anteriormente la canción había sido lanzada en un compilatario de varios artistas Nameko no CD en julio de 2012; además fue elegida como tema de clausura en el show musical Music-ruTV (musicるTV) transmitido por TV Asahi.

## Filmografía

### Películas
- Haru Gasumi (ハルガスミ?) (2006)
- Kids (KIDS?) (2008)
- Subaru (昴-スバル-?) (2009)
- Ressha Sentai ToQger the Movie: Galaxy Line S.O.S. (烈車戦隊トッキュウジャー THE MOVIE ギャラクシーラインSOS Ressha Sentai Tokkyūjā THE MOVIE Gyarakushī Rain SOS?) (2014)
- Mars: Tada, Kimi wo Aishiteru (2016)
- Let's Go, Jets! (2017)
- Pretty Cure Dream Stars!, Himari Arisugawa/Cure Custard (2017)
- Hugtto! Pretty Cure Futari wa Pretty Cure: All Stars Memories, Himari Arisugawa/Cure Custard (2018)
- Jojoen (2018)
- Kakegurui (2019)
- Hula Fulla Dance, Natsunagi Hiba (2021)

### Televisión

#### Anime
- Cookin' Idol I! My! Mine! (クッキンアイドル アイ!マイ!まいん!?) (NHK, 2009–2013), Mai Hiiragi
- Nameko: Sekai no Tomodachi, (2016-2017), Nameko
- Nyanchoo! Space! Broadcasting Chu!, (2016-2017), Nameko
- Anpanman (2017), Wanko-chan
- Kirakira PreCure a la Mode (キラキラ☆プリキュアアラモード?) (2017–2018), Himari Arisugawa/Cure Custard
- Koi wa Ameagari no You ni (2018), Yui Nishida
- Kaguya-sama wa Kokurasetai: Tensai-tachi no Ren'ai Zunōsen (2020), Tsubame Koyasu

#### Dramas de televisión
- Koi no Jikan (恋の時間?) (Ep. 3, 2005, TBS)
- Tsubasa no Oreta Tenshitachi (翼の折れた天使たち?) (28 de febrero de 2007, Fuji TV)
- Negima! Magister Negi Magi: Mahō Sensei Negima! (MAGISTER NEGI MAGI 魔法先生ネギま!?) (Ep. 2, 2007, TV Tokyo)
- One-pound Gospel (Ep. 1, 2008, NTV)
- Edison's Mother (エジソンの母 Ejison no Haha?) (enero–marzo de 2008, TBS)
- Tokyo Ghost Trip (東京ゴースト・トリップ?) (Ep. 7, 2008, Tokyo MX)
- Monster Parent (モンスターペアレント?) (Ep. 7, 2008, Kansai TV)
- Good Morning Call (comedia romántica, 2016.  Fuji TV / Netflix) — Actriz principal[4][5]
- Koe Girl! (声ガール！?) (2018, TV Asahi), Kotomi Kikuchi

## Discografía

### Sencillos
1. "Kitchen wa My Stage"
(キッチンはマイステージ Kitchin wa Mai Sutēji) (30 de septiembre de 2009)
2. "Miracle Melody Harmony"
(ミラクル☆メロディハーモニー Mirakuru Merodi Hāmonī) (9 de junio de 2010 
3. "Wakuwaku Kitchen Carnival"
(ワクワク♥キッチンカーニバル Wakuwaku Kitchin Kānibaru) (22 de junio de 2011)
4. "Happy! Cooking Time" (ハッピー!クッキンタイム♪ Happī! Kukkin Taimu) (27 de junio de 2012)
5. "Nameko no Uta" (なめこのうた, "Nameko Song") (13 de febrero de 2013)

#### Dúos y grupos
"Happy Recipe" (ハッピーレシピ Happī Reshipi?)
- sencillo interpretado por Sweet Main & Lovely Michika (Haruka Fukuhara y Senka Deno)
 (スイートまいん&ラブリーみちか(福原遥・出野泉花)?) (21 de julio de 2010)

"Pikatto! Ahatto! Taisō" (ピカッと！アハッと！体操?)
- sencillo interpretado por  Suienser Girls (すイエんサーガールズ?) (22 de mayo de 2013)

### Álbumes
- Cooking Idol Ai! Mai! Main! Main Uta no Recipe 1
 (クッキンアイドル アイ!マイ!まいん! まいん歌のレシピ 1 
Kukkin Aidoru Ai! Mai! Main! Main Uta no Reshipi 1?) (26 de noviembre de 2009)

- Cooking Idol Ai! Mai! Main! Main Uta no Recipe 2
 (クッキンアイドル アイ!マイ!まいん! まいん歌のレシピ 2?) (17 de marzo de 2010)

- Cooking Idol Ai! Mai! Main! Main Uta no Recipe 3
 (クッキンアイドル アイ!マイ!まいん! まいん歌のレシピ 3?) (8 de diciembre de 2010)

- Cooking Idol Ai! Mai! Main! Main Uta no Recipe 4
 (クッキンアイドル アイ!マイ!まいん! まいん歌のレシピ 4?) (16 de marzo de 2011)

- Cooking Idol Ai! Mai! Main! Main Uta no Recipe 5
 (クッキンアイドル アイ!マイ!まいん! まいん歌のレシピ 5?) (7 de diciembre de 2011)

- Cooking Idol Ai! Mai! Main! Main Uta no Recipe 6
 (クッキンアイドル アイ!マイ!まいん! まいん歌のレシピ 6?) (14 de marzo de 2012)

- Cooking Idol Ai! Mai! Main! Main Uta no Recipe 7
 (クッキンアイドル アイ!マイ!まいん! まいん歌のレシピ 7?) (20 de marzo de 2013)

#### Miniálbumes
Koro-chan Pack Cooking Idol Ai! Mai! Main!
 (コロちゃんパック クッキンアイドル アイ!マイ!まいん!?)
- EP (22 de diciembre de 2010)

#### Compilatorio
- Nameko no CD (なめこのCD?) (11 de julio de 2012)